# Azorella ruizii
Azorella ruizii är en växtart i släktet Azorella och familjen flockblommiga växter.
Arten är en halvbuske och förekommer i norra och centrala Chile och nordvästra Argentina. Den beskrevs av G.M.Plunkett och A.N.Nicolas.